# Torneo de Umag 2017
El Croatia Open Umag 2017 fue un torneo de tenis perteneciente al ATP Tour 2017 en la categoría ATP World Tour 250. El torneo tuvo lugar en la ciudad de Umag, Croacia, desde el 17 hasta el 23 de julio de 2017 sobre tierra batida.

## Distribución de puntos
| Modalidad            | Campeón | Finalista | Semifinales | Cuartos de final | 2ª ronda | 1ª ronda | Clasificados | 2ª ronda de clasificación | 1ª ronda de clasificación |
| Individual masculino | 250     | 165       | 100         | 50               | 25       | 0        | 13           | 7                         | 0                         |
| Dobles masculino     | 250     | 150       | 90          | 45               | 20       | 0        | -            | -                         | -                         |

## Cabezas de serie

### Individuales masculino
| Tenista       | Ranking | Preclasificado |
| David Goffin  | 13      | 1              |
| Gaël Monfils  | 14      | 2              |
| Fabio Fognini | 29      | 3              |
| Paolo Lorenzi | 33      | 4              |
| Gilles Simon  | 36      | 5              |
| Borna Ćorić   | 45      | 6              |
| Benoît Paire  | 46      | 7              |
| Jiří Veselý   | 48      | 8              |

- Ranking del 3 de julio de 2017

### Dobles masculino
| Tenista                        | Ranking | Preclasificados |
| Max Mirnyi Daniel Nestor       | 66      | 1               |
| Ivan Dodig Franko Škugor       | 100     | 2               |
| Guillermo Durán Andrés Molteni | 132     | 3               |
| James Cerretani Max Schnur     | 188     | 4               |

## Campeones

### Individual masculino
Andréi Rubliov venció a  Paolo Lorenzi por 6-4, 6-2

### Dobles masculino
Guillermo Durán /  Andrés Molteni vencieron a  Marin Draganja /  Tomislav Draganja por 6-3, 6-7(4), [10-6]